# Gilletiodendron
Genre
Gilletiodendron est un genre de plantes à fleurs dicotylédones de la famille des Fabaceae, sous-famille des Caesalpinioideae, originaire d'Afrique, qui comprend cinq espèces acceptées.

## Liste d'espèces
Selon The Plant List (12 octobre 2018) :
- Gilletiodendron escherichii (Harms) J.Leonard
- Gilletiodendron glandulosum (Porteres) J.Leonard
- Gilletiodendron kisantuense (De Wild.) J.Leonard
- Gilletiodendron mildbraedii (Harms) Vermoesen
- Gilletiodendron pierreanum (Harms) J.Leonard